# 50000 Quaoar
50000 Quaoar eller 2002 LM60 är en dvärgplanet i Kuiperbältet, upptäckt i juni 2002 av de båda amerikanska astronomerna Chad Trujillo och Michael E. Brown, men har kunnat spåras på ett fotografi taget redan 25 maj 1954 av Palomarobservatoriet. Quaoars diameter är ungefär hälften av Plutos. Medelavståndet till solen är cirka 43,4 astronomiska enheter.
Den är uppkallad efter den mytologiska figuren Kwawar. Den 22 februari 2007 offentliggjordes det att en måne runt Quaoar upptäckts. Den upptäcktes med hjälp av Rymdteleskopet Hubble.

## Omloppsbana

Quaoar och Pluto, polär vy

Quaoar har en mer normal planetbana än Pluto. Banan är nästan cirkulär och har endast liten inklination (~8°). Banans radie är ungefär 42 astronomiska enheter. Figuren polär vy visar banorna för Neptunus (grå), Pluto (röd) och Quaoar (blå). Sfärerna indikerar planeternas positioner i april 2006, deras storlek och färg. Perihelium (Q) och aphelium (q) är också utmärkta.
Quaoar är en så kallad cubewano och dess cirkulära bana är ovanlig för objekt av den storleken. Till skillnad från Pluto störs inte Quaoars bana markant av Neptunus.
Plutos aphelium ligger bortom Quaoars bana, vilket innebär att Pluto ibland är längre bort än Quaoar.
År 2008 var Quaoar endast 13,9 astronomiska enheter från Pluto,  vilket gjorde den till den närmaste större himlakroppen nära Pluto-Charon-systemet. I Kuiperbältet är detta mycket nära.

## Fysiska egenskaper
Quaoar består troligen av en blandning bestående av is och sten. Som andra kuiperbältsobjekt har den en låg albedo, förhoppningsvis får vi veta mer om dessa objekt när New Horizons anländer till Kuiperbältet.  

Quaoar och Pluto, ekliptisk vy

### Isvulkanism
År 2002 upptäckte astronomer från Hawaii tecken på vulkanisk aktivitet på Quaoar. Det rör sig inte om någon glödande lava utan om iskristaller. Med hjälp av infraröda mätningar upptäckte forskarna att det finns iskristaller på ytan. Forskarna anser att iskristallerna kommer ifrån himlakroppens inre, där de i flera miljarder år legat skyddade från strålning och solvind. Genom vulkanutbrott har de på kort tid slungats upp till ytan. Detta kanske på grund av mikrometeoriter.

## Weywot

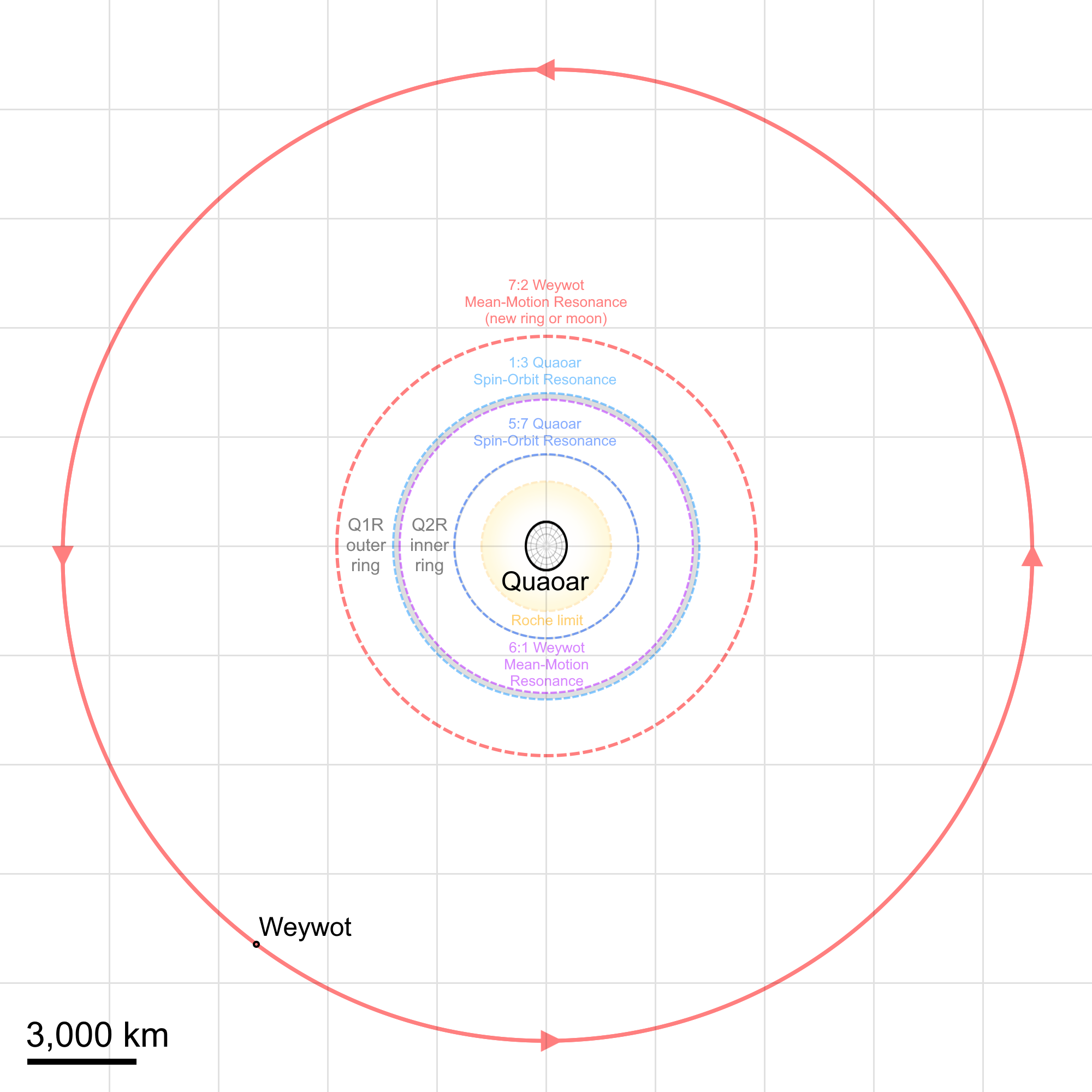
Quaoar og Weywot

Månen Weywot tidigare känd som S/2007 (50000) 1 upptäcktes redan 2006, men offentliggjordes den 22 februari, 2007. Den upptäcktes med hjälp av Rymdteleskopet Hubble.